# Manneville-la-Pipard
Manneville-la-Pipard – miejscowość i gmina we Francji, w regionie Normandia, w departamencie Calvados.
Według danych na rok 1990 gminę zamieszkiwało 317 osób, a gęstość zaludnienia wynosiła 50 osób/km² (wśród 1815 gmin Dolnej Normandii Manneville-la-Pipard plasuje się na 579. miejscu pod względem liczby ludności, natomiast pod względem powierzchni na miejscu 775.).